# Nkhotakota (district)
Nkhotakota is een district in de centrale regio van Malawi. Het district heeft een oppervlakte van 4259 km² en een inwoneraantal van 229.460. Het woord Nkhotakota betekent 'zigzag' in het Nyanja.